# 家畜車

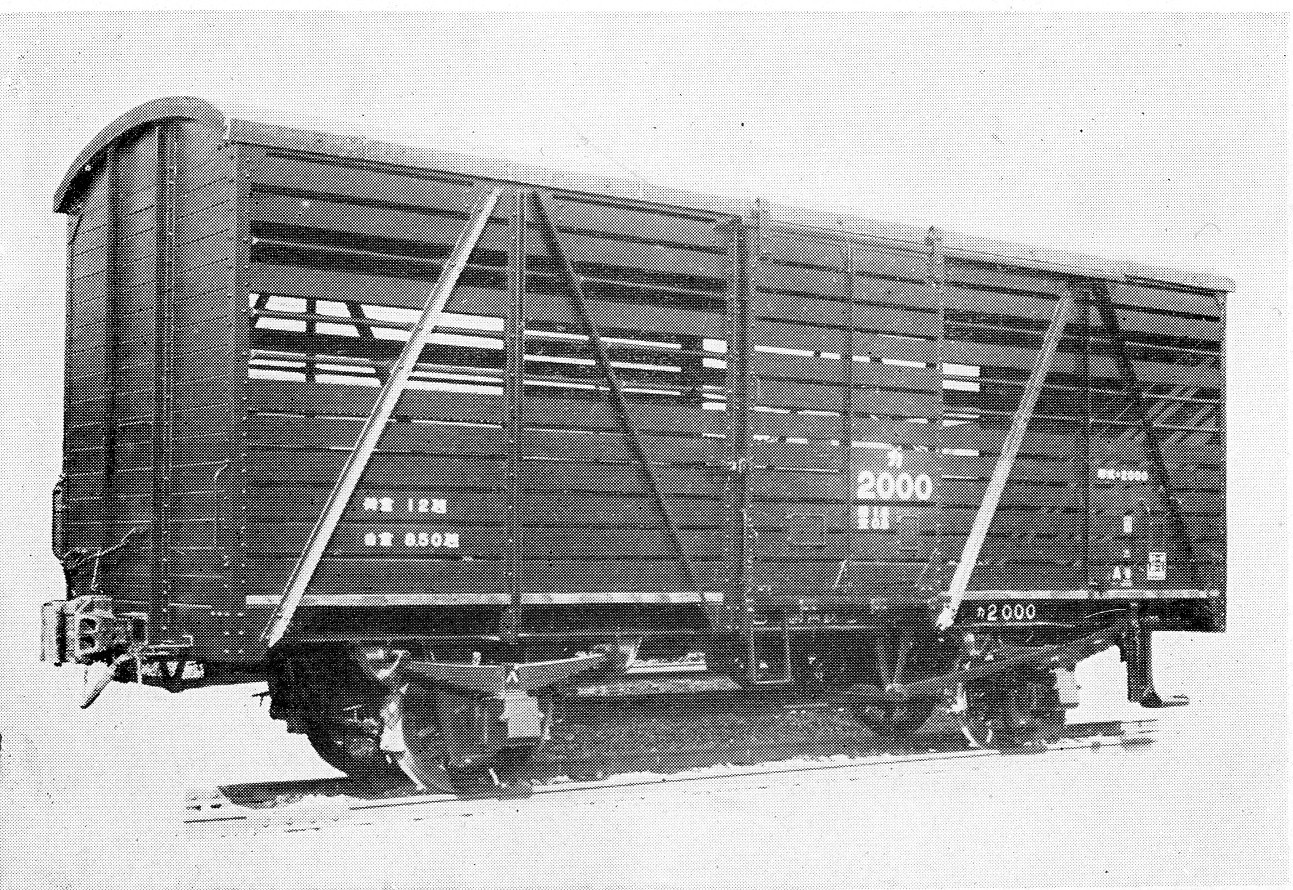
日本国有鉄道カ2000形家畜車

家畜車（かちくしゃ）とは、貨車の一種である。日本国有鉄道における記号は「カ」。

## 概要
主に牛やヤギなどの家畜を運ぶのに用いられる。基本的な構造は有蓋車と似ているが、扉部分を除き外板がすかし張りになっているのが特徴である。
なお、馬はすかし張りを通して外部が見えると興奮することがあり、その際に暴れたり車体を蹴り壊される危険性があるため家畜車ではなく一般の有蓋車に積載した。豚などの背の低い家畜については、車内を二段構造とした豚積車が用いられた。また鶏などの家禽については、家禽車が用いられた。
家畜車の最大のデメリットは、家畜の積み替えに手間と時間を要することである。特に時間に関しては、家畜の体力を消耗させ、時には死亡するなど、輸送による商品価値の低下は無視できない状態であった。
1927年（昭和2年）2月、信越本線を10日間不通にした豪雪時には、直江津駅で足止めされた牛12頭が食糧不足のために泣き叫び続けた記録も残されている。
やがて国内の道路網の充実とともに、ワンストップで屠畜場や市場へ輸送できるトラック輸送に押されはじめる。1960年代前半までに増加を続けた家畜車数も、後半に至ると利用が減少。1977年には、最後まで残ったカ3000形が形式消滅し、家畜車は全廃されている。